# Balzhausen
Balzhausen er en kommune i Landkreis Günzburg i Regierungsbezirk Schwaben i den tyske delstat Bayern. Den er en del af Verwaltungsgemeinschaft Thannhausen.

## Geografi
Balzhausen ligger i Region Donau-Iller.
- Wikimedia Commons har flere filer relateret til Balzhausen